# Si-in-ui sarang
Si-in-ui sarang (시인의 사랑?; lett. "L'amore del poeta", noto internazionalmente come The Poet and The Boy) è un film sudcoreano del 2017, diretto e sceneggiato da Kim Yang-hee, basato sull'omonimo romanzo.

## Trama
Hyun Taek-gi è un poeta ormai quarantenne che sebbene abbia un notevole talento nel comporre poesie non riesce a vivere di ciò e per guadagnare qualcosa deve fare l'insegnante al doposcuola di un istituto elementare. Sua moglie vuole disperatamente un bambino e dato che il suo numero di spermatozoi è basso fanno diversi tentativi con la fecondazione eterologa. Le cose sembrano procedere in maniera lineare e monotona per Hyun fin quando davanti alla sua casa viene aperto un negozio di doughnut in cui lavora, stabilmente, un ragazzo alla cassa. Hyun inizialmente frequenterà il locale perché i doughnut gli sono d'ispirazione per le sue poesie ma, con il tempo, inizierà a provare empatia e affetto per il ragazzo, incominciando ad aiutarlo nella sua vita disagiata.

## Accoglienza

### Incassi
Il film ha incassato complessivamente circa 89.506 dollari americani.

### Critica
Boyd van Hoeij per The Hollywood Reporter ha apprezzato generalmente la trama mantenendo però delle riserve sulle musiche e su alcune scelte registiche.
Aidan Djabarov per Filmed in Ether ha elogiato il solido comparto tecnico e la narrazione che sensibilizza sulla vita immergendosi nei processi di scrittura creativa.

## Riconoscimenti

### Vinti
Busan Film Critics Association (BCFA) – 2017
- Miglior sceneggiatura (Kim Yang-hee)

Women in Film Korea Festival – 2017
- Miglior sceneggiatura (Kim Yang-hee)

### Candidature
Chunsa Film Art Awards – 2018
- Miglior attore emergente (Jung Ga-ram)
- Miglior regista emergente (Yang-hee Kim)

Grand Bell Awards, Corea del Sud – 2018
- Miglior attore emergente (Jung Ga-ram)